# HelpDesk
HelpDesk – oprogramowanie biznesowe tworzone przez Text S.A. (dawniej LiveChat Software S.A.), służące do obsługi technicznej i zarządzania korespondencją poprzez email pomiędzy firmą i jej klientami. Produkt jest oferowany w subskrypcyjnym modelu Software as a Service.

## Zasada działania
Narzędzie HelpDesk odbiera i organizuje komunikację z klientami poprzez jeden lub więcej adresów poczty elektronicznej, w scentralizowanym dla organizacji miejscu za pomocą „zgłoszeń” (ang. ticket). 
Poza obsługą wszystkich podstawowych funkcji charakterystycznych dla poczty elektronicznej, narzędzie posiada funkcje specjalne, wspomagające utrzymanie wysokiego poziomu obsługi klienta, takie jak: współpraca w ramach zespołu nad rozwiązaniem zgłoszenia, współdzielenie statusu sprawy pomiędzy członkami zespołu, automatyzacje: przypisywanie zgłoszeń do odpowiednich członków zespołu czy przygotowywanie gotowych odpowiedzi na najczęściej zadawane pytania, oraz elementy analityki biznesowej: śledzenie szybkości odpowiedzi oraz wskaźnika zgłoszeń rozwiązanych w założonym czasie, monitorowanie poziomu zadowolenia klienta oraz czasu spędzonego na rozwiązaniu pojedynczych zgłoszeń.

## Historia
14 sierpnia 2018 roku spółka LiveChat Software poinformowała o zakupie domeny helpdesk.com oraz planach dotyczących rozpoczęcia prac nad uruchomieniem nowego produktu w obszarze tekstowej komunikacji z klientem. Komercjalizacja produktu HelpDesk rozpoczęła się w maju 2019 roku. 
W kolejnych latach HelpDesk regularnie pojawiał się w poradnikach i zestawieniach zyskujących popularność produktów służących do obsługi klientów w internecie. Jednocześnie w recenzjach podkreślana jest relatywna prostota narzędzia w zestawieniu z konkurencyjnymi produktami.